# Morfometria
Morfometria (gr. μορφή, morphé = kształt i μετρική, metron = miara) zajmuje się metodami pomiarów i opisem obiektów na podstawie tych pomiarów. Pojęcie to jest używane we wszystkich tych dyscyplinach naukowych, w których morfologia jako nauka o kształcie i formie odgrywa znaczącą rolę.